# Cá hải tượng long
Cá hải tượng long (Danh pháp hai phần: Arapaima gigas) là một loài cá nước ngọt sống ở vùng nhiệt đới Nam Mỹ. Đây là một trong những loài cá nước ngọt lớn nhất trên thế giới. Năm 1829, nhà sinh vật học người Thụy Sĩ là Louis Agassiz tiến hành một chuyến khảo sát và ông đã tìm thấy loài ở vùng rừng nhiệt đới Amazon của Brazil và đặt tên A. agassizii vào năm 1847. Loài cá này được đề xuất tên khác bao gồm A. Arapaima được tìm thấy ở Guyana và A. mapae từ vùng đông bắc Brazil.. Và hiện nay chỉ có một loài duy nhất được công nhận là A. gigas

## Mô tả

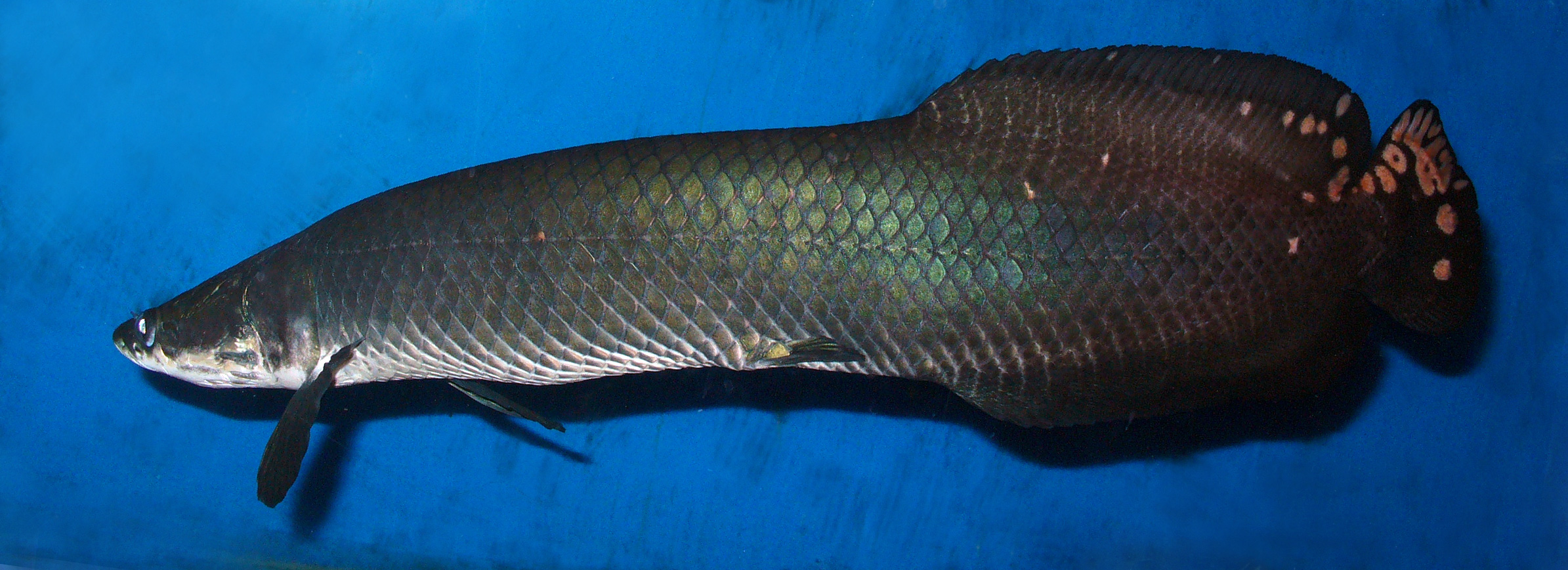
Hình ảnh của một con Arapaima leptosoma.

Cá hải tượng long có thể đạt đến độ dài hơn 2 m (6,6 ft), thậm chí còn có những con dài hơn 2,5 m (8,2 ft) với trọng lượng lên tới 100 kg (220 lb). Trọng lượng tối đa được phát hiện là khoảng 200 kg. Đây là một trong những loài cá mong muốn được tìm thấy nhất Nam Mỹ với việc sử dụng chúng là thực phẩm, người ta thường bắt chủ yếu bằng vợt khi đánh bắt để xuất khẩu, và dùng đinh ba, lao nếu dùng tiêu thụ nội địa. Chính vì vậy, hiện nay trong tự nhiên để tìm thấy được những con có chiều dài trên 2 m là cực kỳ hiếm.
Ngoài kích thước to lớn của nó, có lẽ là đặc điểm đặc biệt nhất của loài cá này là một sự phụ thuộc lớn vào không khí để thở. Ngoài mang, nó còn có một bong bóng bao gồm các mô phổi cho phép nó để giải nén oxy từ không khí. Đây là một sự thích nghi với các điều kiện thường thiếu oxy ở vùng ngập nước Amazon, nhưng đòi hỏi chúng phải hít thở không khí mỗi 5 đến 15 phút một lần.

## Lịch sử tiến hóa
Hóa thạch của Cá hải tượng long hoặc một loài rất tương tự như đã được tìm thấy trong Miocen Sự hình thành Villavieja của Colombia.

## Bảo tồn
Tình trạng số lượng Cá hải tượng long trong lưu vực sông Amazon là không rõ, do đó nó được liệt kê trên sách đỏ IUCN là thiếu dữ liệu. Rất khó khăn để tiến hành một điều tra số lượng trong một khu vực quá lớn, và nó cũng có vấn đề giám sát sản lượng đánh bắt thương mại mà phần lớn là bất hợp pháp.

## Hình ảnh

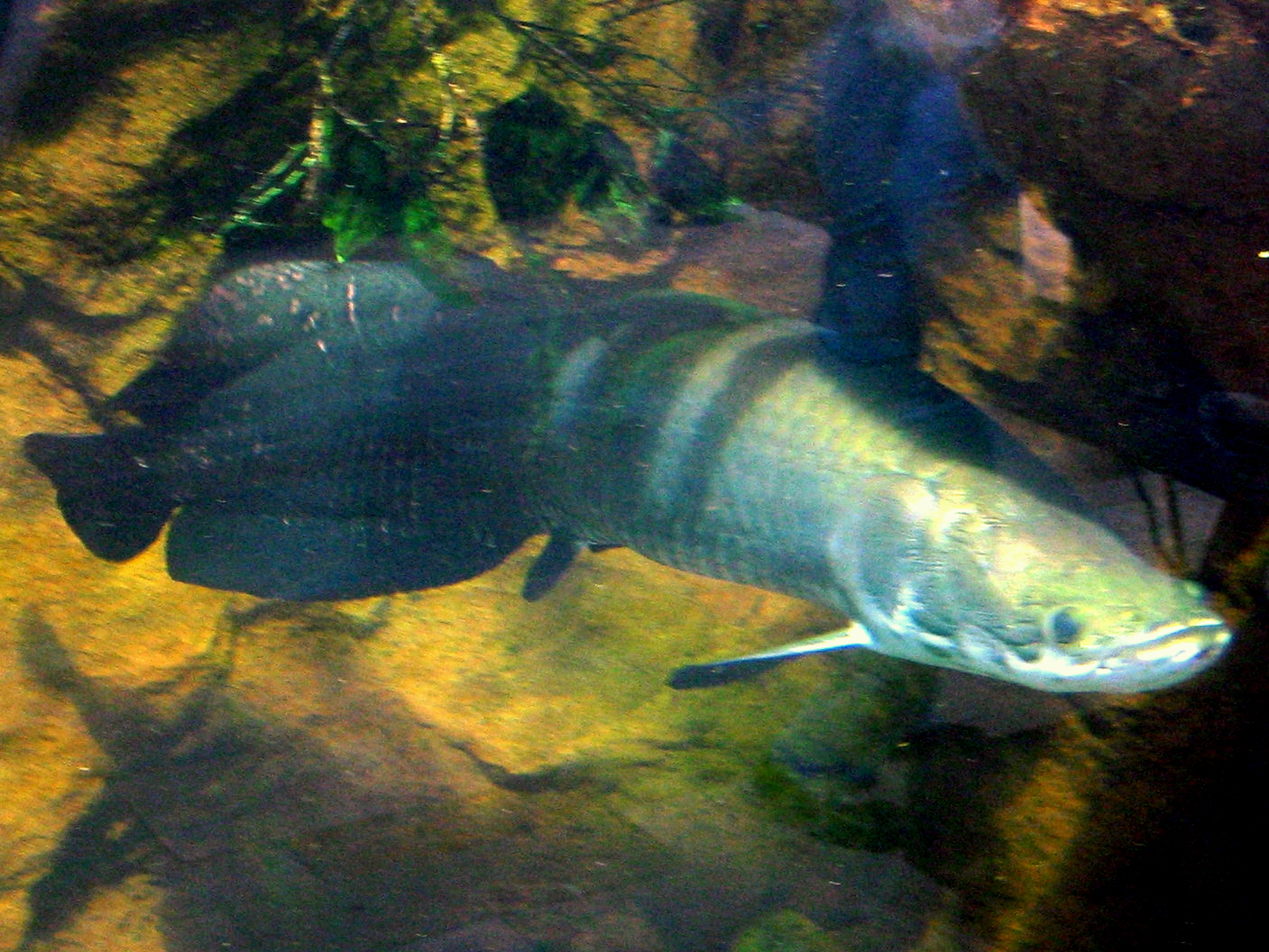
Arapaima ở Shedd Aquarium
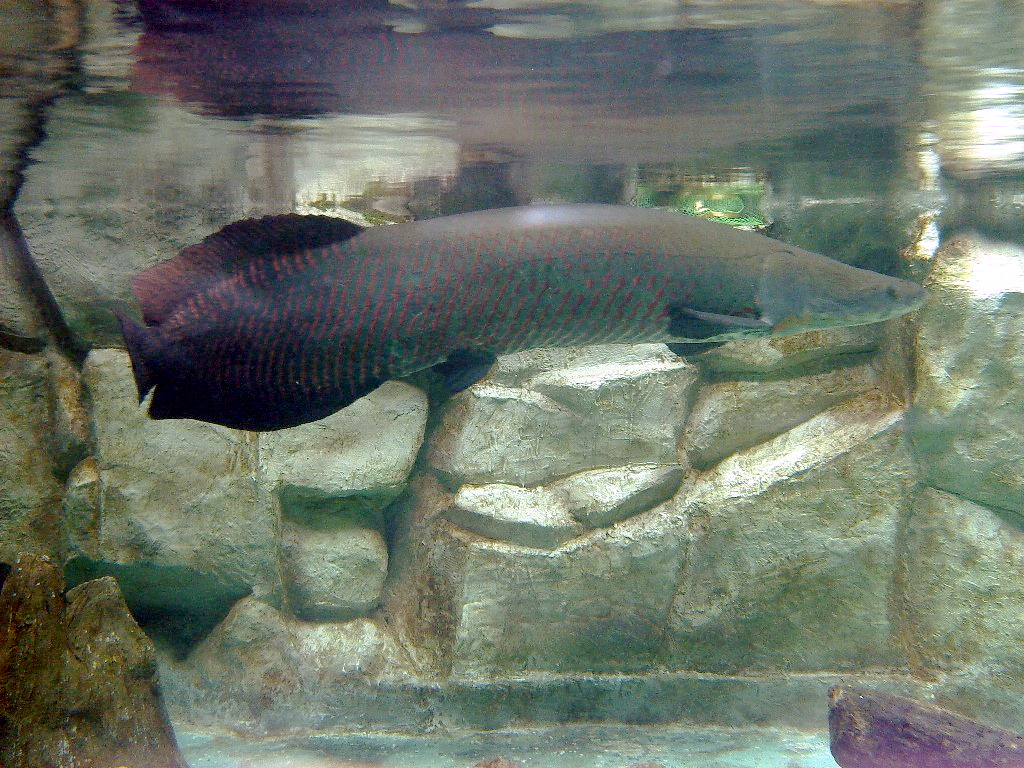
Arapaima ở Công viên đại dương Manila
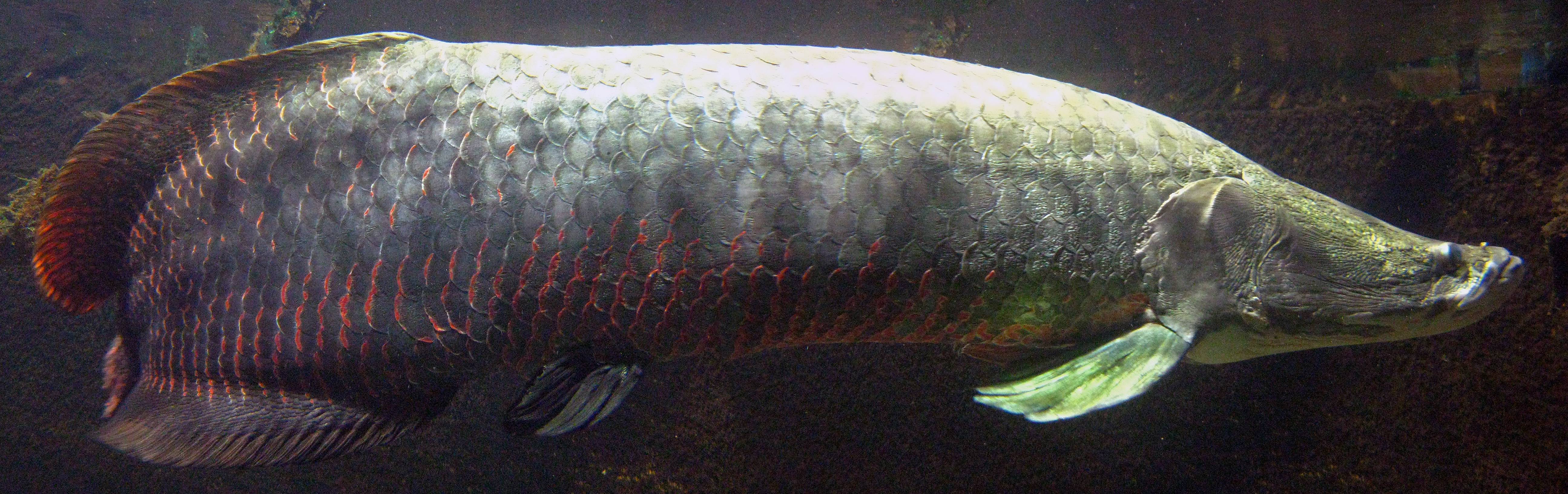
Arapaima tại Vườn bách thú Cologne
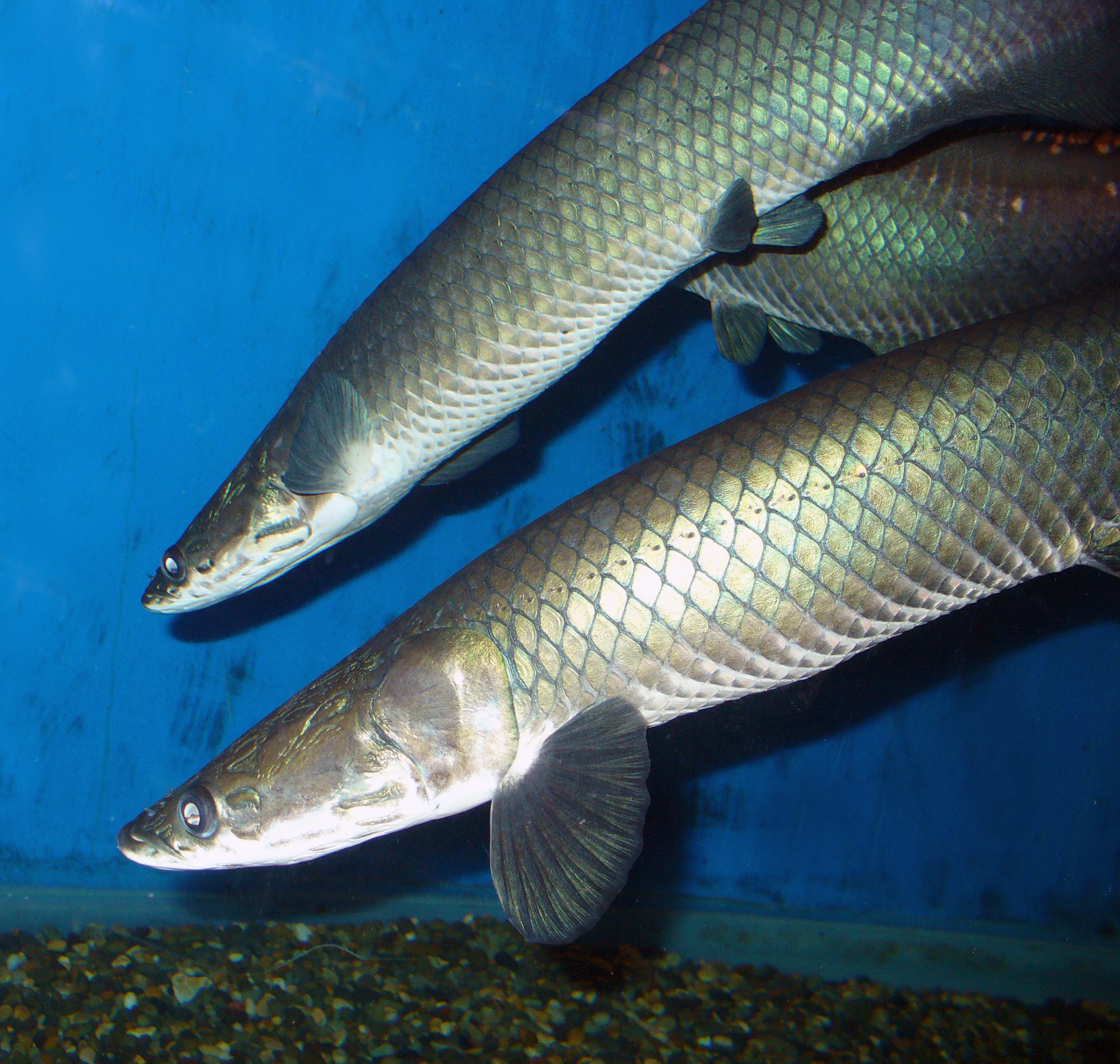
Arapaima leptosoma ở sở thú Sevastopol